# Anilicus
Anilicus là một chi bọ cánh cứng trong họ 
Elateridae.
Chi này được miêu tả khoa học năm 1863 bởi Candèze.

## Các loài
Các loài trong chi này gồm:
- Anilicus aculifer Van Zwaluwenburg, 1963
- Anilicus attenuatus Candèze, 1863
- Anilicus loricatus Candèze, 1863
- Anilicus parvus Gullan, 1977
- Anilicus rectilineatus Gullan, 1977
- Anilicus xanthomus (W.S. Macleay, 1826)